# Campionati europei juniores di scherma 1992
I Campionati europei juniores di scherma del 1992 (1992 European Juniors Fencing Championships) sono stati organizzati dalla Confederazione europea di scherma e si sono svolti a Innsbruck, in Austria.
Nel fioretto, si sono aggiudicati i titoli di campione europeo il magiaro Márk Marsi, che ha battuto in finale l'austriaco Michael Ludwig, e l'italiana Valentina Vezzali che ha avuto la meglio sulla magiara Aida Mohamed.
Nella spada il magiaro Gábor Totola ha battuto in finale il connazionale Géza Imre, mentre tra le donne la polacca Barbara Ciszewska ha superato la greca Nikī Sidīropoulou.
Nella sciabola il polacco Dariusz Gilman ha prevalso sull'italiano Livio Magnini.

## Podi

### Uomini
| Specialità  | Oro            | Argento        | Bronzo                           |
| Individuali |                |                |                                  |
| Fioretto    | Márk Marsi     | Michael Ludwig | Lorenzo Taddei Price             |
| Spada       | Gábor Totola   | Géza Imre      | Filippo Romagnoli Martin Rubes   |
| Sciabola    | Dariusz Gilman | Livio Magnini  | Alessandro Tuccillo Emese Takács |

### Donne
| Specialità  | Oro               | Argento           | Bronzo                             |
| Individuali |                   |                   |                                    |
| Fioretto    | Valentina Vezzali | Aida Mohamed      | Annamaria Giacometti Sophie Reinke |
| Spada       | Barbara Ciszewska | Nikī Sidīropoulou | Ireni Viafiadis Tereza Tesarova    |